# 楽器略語一覧
楽器略語一覧は、楽器の略語を一覧にしたものである。

## まえがき
あくまでも此処に例示してあるものは、極めて一部であり、作曲者や編曲者等によって違う表記になっている場合がある。（そういうときは、ノートに書いてもらったり、こちらに書いてもらったりしてもらえるとありがたい。）そこは、ご了承して頂きたい。

## A
- Acc. - アコーディオン(Accordion)[1]
- A.Cl. - アルトクラリネット(Alt Clarinet)[1]
- A.Fl. - アルトフルート(Alt Flute)[注釈 1]
- A.Gt.またはGt. - アコースティック・ギター(Acoustic Guitar)[2]
- A.Sax. - アルトサックス(Alt Saxophone)[2]
- Alt. - アルト(Alto)[1]

## B
- Baritone B.C./T.C. - つまりユーフォニアム[要出典]
- Bk.Fl. - リコーダー(Block flöte)[1]
- Bn.,Bon.,Bsn. - バスーン(Bassoon)[3][4][5]
- B.Dr./B.D. - バス・ドラム(Bass Drum)[6][5]
- B.Fl. - バスフルート(Bass Flute)[6]
- B.Ob. - バリトンオーボエ
- B((a)r).Sax.(Sx.) - バリトンサックス(Bari(y)tone Saxophone)[7]
- B.Tom - バス・タム(Bass Tom?)
- B.W. - 金管楽器(Brass Wind(instruments))[1]
- Bas(s). - バス(Bass)[8]

## C
- Cab. - カバサ(Cabasa)
- Cast. - カスタネット(Castanets)
- Cb. - コントラバス(Contrabass)
- Cel.- チェレスタ(Celesta)
- Cemb. - チェンバロ(Cembalo)
- Cho. - コーラス(Chorus)
- Cl. - クラリネット(Clarinet)
- Con.Mas. - コンサートマスター（バンドマスター）(Concert Master)
- Cond. - 指揮者(Conductor)
- Cym./Cymb. - シンバル(Cymbal)
  - (C(l).Cym(b)(s). - Clash Cymbals/合わせシンバル(Clash Cymbals))
  - C(r).Cym(b). - Crash Cymbal(/合わせシンバル)(Crash Cymbal(s)) [注釈 2]
- C.Bell. - カウベル(Cowbell)
- C.Fg. - コントラファゴット(/ダブル(コントラ)バスーン)(Contra+faggot)

## D
- Drs.またはDr. - ドラムス(Drums)

## E
- E.Ba.またはBa. - エレキ・ベース(Electric Bass Guitar)
- E.Gt.またはGt. - エレキ・ギター(Electric Guitar)
- E.Hr. - イングリッシュ・ホルン(English Horn)
- E.P(f). - エレキ・ピアノ(Electric Pianofolte)
- Es.Cl. - エスクラリネット(/小クラリネット)(E♭ Clarinet)
- Euph.(,Eu.,Eup.) - ユーフォニアム(Euphonium)

## F
- F.Hr. - フレンチ・ホルン（通常，Hr.）
- Fl. - フルート(Flute)
- Fg.(,Fag.) - ファゴット(Fagott)
- F.Hr. - フリューゲルホルン(Flugelhorn)

## G
- Glo./Glock./Glocken etc..[注釈 1] - グロッケンシュピール(Glockenspiel)
- Gt. - ギター( Guitar)
- Gui. - ギロ(Guiro)

## H
- H.H. - ハイ・ハット(Hi(gh)-Hat)[注釈 3]
- Hmc./Harm. - ハーモニカ(Harmonica)[9]
- H.Tom - ハイ・タム(Hi(gh) Tom)
- H.Org. - ハモンド・オルガン(Hammond Organ)
- Hp./Hrp. - ハープ(Harp)
- Hr./Hrn. - ホルン(Horn)

## K
- Key. - キーボード(Keyboard)

## L
- L.Tom - ロー・タム(Low Tom)
- LP. - ラテン楽器？
- Lu. - リュート(Lute)

## M
- Mar. - マリンバ(Marimba)
- Mand.- マンドリン(Mandolin)

## O
- Ob. - オーボエ(Oboe)
- Orch. - オーケストラ(Orchestra)
- Org. - オルガン(Organ)

## P
- Perc. - パーカッション(Percussion)
- Pf. - ピアノ(Pianoforte)
- Picc.(/Pic.) - ピッコロ(Piccolo)

## R
- Rec. - リコーダー(Recorder)

## S
- S.Cym.(Sus.Cym(b).) - サスペンデッド・シンバル(サスペンド・シンバル/サッシン)(Suspended cymbal)
- S.Dr./S.D. - スネア・ドラム(Snare Drum)
- S.Sax. - ソプラノサックス(Soprano Saxophone)
- Sax./Sx. - サックス(Saxophone)
- Shak. - シェイカー(Shaker)
- St.B - ストリングベース(String-Bass)
- Str. - 弦楽器(Strings)
- Syn. - シンセサイザー(Synthesizer)
- Sop. - ソプラノ(Soprano)

## T
- Tamb. - タンバリン
- Tb./Trb. - トロンボーン
- T.Bell - チューブラーベル
- Timp. - ティンパニ
- Tp./Trp - トランペット
- Tub. - チューバ
- T.Sax - テナーサックス
- T.T. - トムトム
  - 因みに、T.T.でタムタムを表す場合もある。
- Tri. - トライアングル
- Ten. - テノール（又はテナー）(Tenor)

## V
- Va./Vla. - ヴィオラ
- Vc. - チェロ
- Vib. - ヴィブラフォン
- Vn.1 - ファースト・ヴァイオリン
- Vn.2 - セカンド・ヴァイオリン
- Vo. - ヴォーカル

## W
- Wc. - ウィンドチャイム
- W.W. - 木管楽器

## X
- Xyl. - シロフォン

## Z
- Zi. - ツィター